# Metal Discharge
Albums de Destruction
The Antichrist
(2001) Inventor of Evil
(2005)
Metal Discharge est le huitième album studio du groupe de thrash metal allemand Destruction. L'album est sorti le 22 septembre 2003 sous le label Nuclear Blast Records.
L'album est sorti également en version limitée. Cette édition continent sept titres supplémentaires par rapport à la version non limitée. Parmi ces sept titres, on compte trois reprises et quatre titres en version démo.

## Musiciens
- Marcel "Schmier" Schirmer - Chant, Basse
- Mike Sifringer - Guitare
- Marc Reign - Batterie

## Liste des morceaux
1. The Ravenous Beast - 3:09
2. Metal Discharge - 3:27
3. Rippin' the Flesh Apart - 5:01
4. Fear of the Moment - 3:35
5. Mortal Remains - 4:11
6. Desecrators of the New Age - 3:42
7. Historical Force Feed - 3:36
8. Savage Symphony of Terror - 3:52
9. Made to Be Broken - 3:45
10. Vendetta - 4:53

### Titres supplémentaires de l'édition limitée
1. Killers (reprise du groupe Iron Maiden) - 4:52
2. Whiplash (reprise du groupe Metallica) - 3:32
3. Fuck the U.S.A. (reprise du groupe The Exploited) - 3:08
4. Bestial Invasion (Demo Version 1999) - 4:49
5. The Butcher Strikes Back (Demo Version 1999) - 3:15
6. Nailed to the Cross (Demo Version 2001) - 3:48
7. Metal Discharge (Demo Version 2003) - 3:27